# Cane da pastore olandese
Il cane da pastore olandese (anche chiamato in neerlandese Hollandse Herdershond o in inglese Dutch Shepherd Dog) è una razza canina di origine olandese riconosciuta dalla FCI (standard N. 223, Gruppo 1, Sezione 1).

## Storia
Pare discenda dal Canis Familiaris Matris Optimae, comparso sulla terra 6-7.000 anni fa e progenitore anche del pastore belga, parente stretto a cui assomiglia molto. A differenza del pastore belga, che ha raggiunto una diffusione a livello internazionale, l'olandese è perlopiù conosciuto nei soli confini nazionali. Qui alcuni allevatori si sono preoccupati di salvaguardare la razza e mantenerla pura, con particolare attenzione alle sue attitudini lavorative e caratteriali. Grazie a questi appassionati il pastore olandese viene ancora utilizzato con ottimi risultati per la conduzione e la guardia delle greggi. La varietà a pelo lungo è praticamente estinta nello stesso suo paese di origine, mentre la più diffusa è quella a pelo corto, la cui particolarità consiste nella striatura chiara o scura del mantello. Esiste anche la varietà a pelo ruvido o pelo duro, ma come la varietà a pelo lungo è molto raro, pare che in Italia ci siano solo due esemplari, di cui solo uno registrato all'ENCI. La cucciola che si vede nel Trailer "Super Power Dog" è un esemplare a pelo corto proveniente da uno dei migliori allevatori dell'Olanda.

## Descrizione
Quando il cane è a riposo la coda pende diritta o con una leggera curva; in movimento viene portata leggermente alzata, ma non arrotolata e non di lato. Il tigrato su sfondo bruno o grigio, blu-grigio o sale e pepe a seconda della varietà, sono i colori accettati.  Esistono tre varietà di mantello: a pelo corto (pelo duro con sottopelo lanoso), a pelo lungo (pelo lungo, diritto, piatto e ruvido con sottopelo lanoso), a pelo duro (pelo molto spesso, ruvido, ispido con sottopelo lanoso). Gli occhi sono di media grandezza, a mandorla e scuri. Le orecchie sono piuttosto piccole, diritte, inserite alte e portate in avanti. La testa è piuttosto lunga, con muso più lungo del cranio. Stop appena marcato. Tartufo sempre nero. I piedi sono privi di speroni, con dita ben serrate e arcute.

## Carattere
Docile e ubbidiente, affettuoso e molto vigile, il pastore olandese è il tipico cane da pastore abituato a vivere da millenni a stretto contatto con l'uomo. Questo cane è tutt'oggi piuttosto rustico, molto resistente alla fatica e capace di sopportare condizioni ambientali anche rigide. Di notevole pazienza anche nei confronti dei bambini è un ottimo cane che si integra perfettamente nel "branco umano".

## Cure
I pastori olandesi sono di tre varietà che si differenziano tra loro per la natura del mantello: a pelo corto, pelo duro o pelo lungo. Qualunque sia la varietà del soggetto, la sua toelettatura non è mai un grosso problema. È invece da tenere presente il bisogno di movimento di questo cane che non può accontentarsi unicamente della semplice passeggiatina quotidiana. 

## Consigli
È un cane sportivo che necessita di molto movimento giornaliero. Grazie alla sua inesauribile energia è infatti di indole molto esuberante. Pur essendo un cane molto gestibile, gli esperti lo consigliano soltanto a chi sappia imporre una coerente disciplina di base e, soprattutto, a chi sappia imporsi come vero leader. Le sue attitudini lo rendono un cane molto adatto alla guardia della casa e della proprietà: grazie a questo suo innato ruolo, viene inoltre sfruttato da varie forze di polizia che trovano in lui valido ausilio.

## Diffusione
Nel 2004 non sono stati iscritti cuccioli ai libri genealogici ENCI e solo nel 2003 sono stati venduti i primi 2 cuccioli, gli unici presenti in Italia. Recentemente questa razza, diffusa maggiormente nel nord Europa, si sta gradualmente diffondendo anche in Italia. Negli Stati Uniti questa razza sta diffondendosi nei reparti cinofili di polizia dove sta rimpiazzando il pastore tedesco. Il pastore olandese ha molti meno problemi di displasia dell'anca o di stenosi della colonna vertebrale rispetto al pastore tedesco, mentre è di taglia maggiore ed è più potente rispetto al Malinois, per cui risulta esser un cane molto idoneo al lavoro di cane poliziotto. Nel 2012 i cuccioli contati sono 10.Nel 2020 si sono raggiunti i 60 esemplari prodotti in Italia.

## Caratteristiche
| Adatto per                                                 | Meno adatto per                     |
| ---------------------------------------------------------- | ----------------------------------- |
| Compagnia, ma necessità di molta attività fisica e mentale | Persone sedentarie e prive di polso |
| Guardia                                                    |                                     |
| Difesa                                                     |                                     |
| ricerca e soccorso                                         |                                     |
| Agility dog                                                |                                     |
| Fly ball                                                   |                                     |
| conduzione e difesa del bestiame                           |                                     |